# Masami Tanabu
Masami Tanabu (田名部 匡省?, Tanabu Masami; Hachinohe, 7 dicembre 1934 – 26 marzo 2025) è stato un politico, hockeista su ghiaccio e allenatore di hockey su ghiaccio giapponese.

## Biografia

### Carriera sportiva
Dopo la laurea in economia all'Università Rikkyō, cominciò la sua carriera sportiva nella squadra di hockey su ghiaccio di Iwakura. Giocò anche in nazionale, disputando due mondiali (1957, di gruppo A, chiusi all'ultimo posto, e 1962, di gruppo B, vinti) e due Olimpiadi (Squaw Valley 1960 e Innsbruck 1964, chiusi rispettivamente all'8° ed all'11º posto).
Cominciò poi ad allenare, dapprima la squadra della società di gestione ferroviaria Seibu Tetsudō (che diverranno poi gli attuali Seibu Prince Rabbits), poi la nazionale, che porterà alle Olimpiadi di Sapporo 1972, chiusi con il 9º posto finale.

### Carriera politica
Tanabu cominciò ad occuparsi di politica nel 1967, quando ancora allenava. Fu eletto nel parlamento della prefettura di Aomori. Dopo due legislature, fece il salto nella politica nazionale. La sua prima candidatura alla Camera dei rappresentanti, dove nel 1976 si presentò come indipendente, fallì, mentre alle elezioni del 1979, dove si presentò nelle file del Partito Liberal Democratico, gli riuscì l'ingresso al kokkai. Nelle sei successive legislature fu , tra l'altro, presidente della Commissione per le telecomunicazioni ed i trasporti e sottosegretario di stato (seimujikan) al Ministero delle poste e telecomunicazioni.
Nel novembre 1991 Tanabu fu scelto dal Primo ministro Miyazawa Kiichi come Ministro all'agricoltura, ruolo in cui fu confermato anche dopo il rimpasto del dicembre 1992. Si dimise dall'incarico poco prima delle elezioni del 1993, quando lasciò il Partito Liberal Democratico per approdare al neonato Partito del Rinnovamento di Tsutomu Hata e Ichirō Ozawa. Con questo partito confluì nel 1994 nel partito Shinshintō. Alle elezioni del 1996, dopo la riforma elettorale, fu sconfitto nella circoscrizione uninominale Aomori 3 dal ministro dell'ambiente, il liberaldemocratico Tadamori Ōshima, perdendo il seggio.
Tornò nella Dieta Nazionale del Giappone, ma nella Camera dei consiglieri, nel 1998, quando fu eletto da indipendente nella prefettura di Aomori. Nel 1999 partecipò alla fondazione del mushozoku no kai (Assemblea degli indipendenti), e divenne presidente del partito nel 2001. Un anno dopo lasciò anche questa formazione politica, per approdare al Partito Democratico. Alle elezioni della camera alta del 2004 ottenne un altro mandato di sei anni. Nel 2010 non si è ricandidato, lasciando la politica attiva.
Anche la figlia Masayo Tanabu ha seguito le orme del padre in politica.